# Lyrestads socken
Lyrestads socken i Västergötland ingick i Vadsbo härad, ingår sedan 1971 i Mariestads kommun och motsvarar från 2016 Lyrestads distrikt.
Socknens areal är 97,08 kvadratkilometer varav 96,50 land. År 2000 fanns här 1 877 invånare. Tätorterna Sjötorp och Lyrestad med sockenkyrkan Lyrestads kyrka ligger i socknen.

## Administrativ historik
Socknen har medeltida ursprung. 
Vid kommunreformen 1862 övergick socknens ansvar för de kyrkliga frågorna till Lyrestads församling och för de borgerliga frågorna bildades Lyrestads landskommun. Landskommunen uppgick 1971 i Mariestads kommun. Församlingen utökades 2004.
1 januari 2016 inrättades distriktet Lyrestad, med samma omfattning som församlingen hade 1999/2000.  
Socknen har tillhört län, fögderier, tingslag och domsagor enligt vad som beskrivs i artikeln Vadsbo härad. De indelta soldaterna tillhörde Skaraborgs regemente, Norra Vadsbo kompani och Livregementets husarer, Vestra Nerikes skvadron, Vedbo kompani.

## Geografi
Lyrestads socken ligger nordost om Mariestad vid Vänern och kring Göta kanal och dess mynning i Vänern. Socknen består av två flacka dalgångsbygder omgivna av mossrik skogsbygd. 

## Fornlämningar
Från järnåldern finns ett gravfält, stensättningar, domarringar och två skeppssättningar. En runsten med kors och djurbilder i relief finns vid Rogstorp.

## Namnet
Namnet skrevs 1346 Lyristadhæ och kommer från prästgården. Efterleden är sta(d), 'plats, ställe'. Förleden kan innehålla lyre, 'öppning i skog, glänta'.